# Ellen Malcolm
Ellen R. Malcolm, née le 2 février 1947, est une personnalité féminine américaine, ayant fait carrière dans la politique américaine, et plus spécifiquement dans le financement des campagnes électorales. Elle est une des héritières d'un des fondateurs d'IBM. Après être sortie de Hollins College (en) en 1969, elle travaille pour l'organisation Common Cause dans les années 1970. Elle a été une attaché de presse de l'organisation National Women's Political Caucus, organisme chargé de promouvoir la présence des femmes au niveau politique, puis de Esther Peterson, l'attaché à la consommation pour l'administration Carter. Elle continua en fondant EMILY's List, une organisation de soutien politique ayant pour but de soutenir les pro-choix par la présence de démocrates féminines dans les organismes publics. Elle a aussi été présidente de l'America Coming Together (en)
Ellen Malcolm a été reconnue comme une des femmes américaines les plus influentes par le magazine Vanity Fair en 1998, une des 100 femmes les plus importantes par le journal Ladies' Home Journal en 1999, une des femmes de l'année 1992 par le magazine Glamour.

## Source
- (en) Cet article est partiellement ou en totalité issu de l’article de Wikipédia en anglais intitulé « Ellen Malcolm » (voir la liste des auteurs).